# ODIS
De vereniging zonder winstoogmerk Onderzoekssteunpunt en databank intermediaire structuren in Vlaanderen, 19e-20e eeuw, beter bekend onder de afkorting ODIS, werd opgericht als een samenwerkingsverband tussen vier private archief- en onderzoeksinstellingen die zich bezighouden met de geschiedenis in Vlaanderen en België. 
Haar activiteiten begonnen met de opbouw in 2000-2003 van het apparaat, met ondersteuning van het Vlaams Fonds voor Wetenschappelijk Onderzoek. In november 2003 werd het instrument in werking gesteld.
ODIS organiseert onder meer onderzoeksbijeenkomsten en beheert databanken met historische gegevens over personen en organisaties.

## Deelnemers
De vier stichtende erfgoedinstellingen waren:
- ADVN (Archief en Documentatiecentrum voor het Vlaams Nationalisme)
- AMSAB (Archief en Museum van de Socialistische Arbeidersbeweging)
- KADOC (Katholiek Documentatie- en Onderzoekscentrum)
- Liberaal Archief.

Na de oprichting van de vzw sloten verschillende instellingen zich er bij aan, waaronder:
- het Centrum Vlaamse Architectuurarchieven,
- het Archief en Museum voor het Vlaams Leven te Brussel,
- het Centrum voor Religieuze Kunst en Cultuur,
- het Protestants-Evangelisch Archief en Documentatiecentrum,
- het Universiteitsarchief KU Leuven.

## Databank en archief
ODIS beheert een databank over personen en organisaties die relevant zijn in de Vlaamse en Belgische geschiedenis en richt zich hoofdzakelijk op de intermediaire structuren, het zogenaamde middenveld. Een index hierop is te raadplegen via de website van ODIS. 
In 2013 werd zowel de soft- als de hardware van ODIS grondig herzien en werden de interfaces aangepakt. Door middel van het project Hercules werden de gegevensbanken uitgebreid en gebruiksvriendelijker gemaakt, onder andere door het toevoegen van geografische gegevens (GIS) en door het gebruikmaken van internationale standaarden voor archiefgegevens.
Daarnaast is ODIS een sleutelpartner van de Archiefbank Vlaanderen, die private archieven in Vlaanderen inventariseert.

## Internationaal
Einde 2013 werd in het Vlaams Parlement in Brussel Odis-2, het Engelstalige Odis voorgesteld. De ontwikkeling hiervan gebeurt in samenwerking met 
- NISE, National Movements & Intermediary Structures in Europe,
- het onderzoeksnetwerk Encounters of European Elites in de 19the Century,
- het netwerk TIC-Collaborative, a virtual research environment for the study of 19th and early 20th century international organisations and congresses,
- het netwerk Civitas: Forum of Archives and research on Christian Democracy.